# Aloe eumassawana
Aloe eumassawana ist eine Pflanzenart der Gattung der Aloen in der Unterfamilie der Affodillgewächse (Asphodeloideae). Das Artepitheton eremophila leitet sich vom griechischen Wort eu für ‚wahr‘ sowie Aloe massawana ab, mit der die Art verwechselt wurde.

## Beschreibung

### Vegetative Merkmale
Aloe eumassawana wächst stammlos oder sehr kurz stammbildend, sprosst und bildet große Gruppen. Die etwa 16 lanzettlichen, spitzen Laubblätter bilden Rosetten. Die trüb graugrüne Blattspreite ist 45 bis 50 Zentimeter lang und 7 bis 18 Zentimeter breit. Auf ihr befinden sich gelegentlich helle Flecken. Die Blattoberfläche ist glatt. Die rötlich braun gespitzten Zähne am Blattrand sind 3 Millimeter lang und stehen 1,5 bis 2 Millimeter voneinander entfernt.

### Blütenstände und Blüten
Der Blütenstand besteht aus ein bis zwei Zweigen und erreicht eine Länge von 1,2 bis 1,5 Meter. Die lockeren, zylindrisch-konischen Trauben sind 20 bis 25 Zentimeter (selten ab 15 Zentimeter) lang. Die eiförmig-dreieckigen, spitz zugespitzten bis spitz zulaufenden Brakteen weisen eine Länge von 6,5 bis 7 Millimeter auf und sind 2,5 bis 4 Millimeter breit. Die hell scharlachroten bis orangefarbenen Blüten stehen an 3 bis 4,5 Millimeter (selten bis 7 Millimeter) langen Blütenstielen. Ihre Zipfel sind heller gelblich gerandet und sehr fein papillös. Die Blüten sind 20 bis 21 Millimeter (selten ab 18 Millimeter) lang und an ihrer Basis gerundet. Ihre äußeren Perigonblätter sind auf einer Länge von 12 bis 15 Millimetern nicht miteinander verwachsen. Die Staubblätter und der Griffel ragen kaum aus der Blüte heraus.

## Systematik und Verbreitung
Aloe eumassawana ist in Eritrea im küstennahen Busch auf sandigen Böden auf Meereshöhe verbreitet. 
Die Erstbeschreibung durch Susan Carter, Michael George Gilbert und Sebsebe Demissew wurde 1996 veröffentlicht.

## Nachweise